# Ormoy
Ormoy és un municipi francès, situat al departament del Yonne i a la regió de Borgonya - Franc Comtat. L'any 2007 tenia 663 habitants.

## Demografia

### Població
El 2007 la població de fet d'Ormoy era de 663 persones. Hi havia 272 famílies, de les quals 64 eren unipersonals (40 homes vivint sols i 24 dones vivint soles), 112 parelles sense fills, 88 parelles amb fills i 8 famílies monoparentals amb fills.
La població ha evolucionat segons el següent gràfic:
Habitants censats

### Habitatges
El 2007 hi havia 329 habitatges, 280 eren l'habitatge principal de la família, 34 eren segones residències i 15 estaven desocupats. 317 eren cases i 10 eren apartaments. Dels 280 habitatges principals, 248 estaven ocupats pels seus propietaris, 24 estaven llogats i ocupats pels llogaters i 8 estaven cedits a títol gratuït; 7 tenien dues cambres, 49 en tenien tres, 82 en tenien quatre i 142 en tenien cinc o més. 184 habitatges disposaven pel capbaix d'una plaça de pàrquing. A 114 habitatges hi havia un automòbil i a 138 n'hi havia dos o més.

### Piràmide de població
La piràmide de població per edats i sexe el 2009 era:
| Homes | Edats   | Dones |
| ----- | ------- | ----- |
| 0     | 95 o +  | 0     |
| 4     | 90 a 94 | 0     |
| 8     | 85 a 89 | 16    |
| 8     | 80 a 84 | 4     |
| 0     | 75 a 79 | 12    |
| 4     | 70 a 74 | 12    |
| 24    | 65 a 69 | 16    |
| 24    | 60 a 64 | 8     |
| 20    | 55 a 59 | 16    |
| 24    | 50 a 54 | 24    |
| 20    | 45 a 49 | 36    |
| 24    | 40 a 44 | 32    |
| 28    | 35 a 39 | 16    |
| 24    | 30 a 34 | 36    |
| 24    | 25 a 29 | 20    |
| 12    | 20 a 24 | 8     |
| 36    | 15 a 19 | 12    |
| 16    | 10 a 14 | 12    |
| 20    | 5 a 9   | 28    |
| 32    | 0 a 4   | 16    |

## Economia
El 2007 la població en edat de treballar era de 437 persones, 328 eren actives i 109 eren inactives. De les 328 persones actives 307 estaven ocupades (160 homes i 147 dones) i 21 estaven aturades (8 homes i 13 dones). De les 109 persones inactives 52 estaven jubilades, 30 estaven estudiant i 27 estaven classificades com a «altres inactius».

### Ingressos
El 2009 a Ormoy hi havia 286 unitats fiscals que integraven 702,5 persones, la mediana anual d'ingressos fiscals per persona era de 19.728 €.

### Activitats econòmiques
Dels 27 establiments que hi havia el 2007, 1 era d'una empresa extractiva, 1 d'una empresa alimentària, 4 d'empreses de fabricació d'altres productes industrials, 5 d'empreses de construcció, 2 d'empreses de comerç i reparació d'automòbils, 4 d'empreses de transport, 4 d'empreses d'hostatgeria i restauració, 1 d'una empresa financera, 3 d'empreses immobiliàries, 1 d'una empresa de serveis i 1 d'una entitat de l'administració pública.
Dels 7 establiments de servei als particulars que hi havia el 2009, 2 eren paletes, 1 guixaire pintor, 1 electricista, 1 restaurant i 2 agències immobiliàries.
L'únic establiment comercial que hi havia el 2009 era una fleca.
L'any 2000 a Ormoy hi havia 8 explotacions agrícoles que ocupaven un total de 755 hectàrees.

## Equipaments sanitaris i escolars
El 2009 hi havia una escola elemental.

## Poblacions més properes
El següent diagrama mostra les poblacions més properes.